# بعوضة شبه فيشنوية
بعوضة شبه فيشنوية (الاسم العلمي:Culex pseudovishnui) هي نوع من الحشرات تتبع جنس البعوضة من الفصيلة البعوضيات.